# Paul Flu

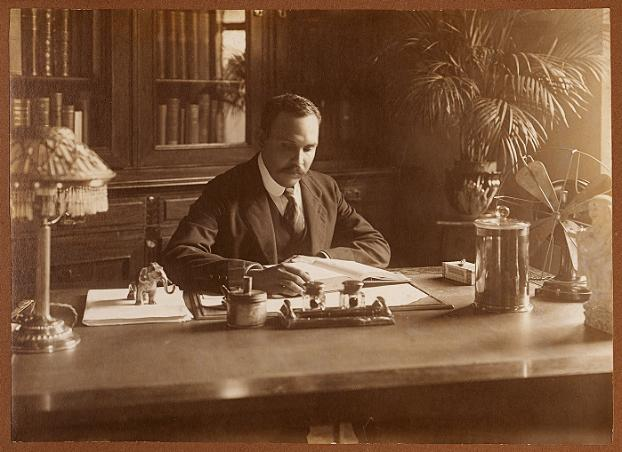
Paul Christiaan Flu

Paul Christiaan Flu (Paramaribo, 11 februari 1884 - Leiden, 19 december 1945) was een Surinaams medicus, hoogleraar tropische hygiëne en rector magnificus van de universiteit Leiden.

## Biografie
Na de schoolbanken werd hij student aan de Geneeskundige School te Paramaribo waar hij op 20-jarige leeftijd zijn eed als geneesheer aflegde en zijn doktersbul in ontvangst nam. Kort daarop vertrok hij naar Nederland om zich verder te bekwamen in de geneeskunde aan de Universiteit Utrecht. Daarna volgende een specialistatie in oogheelkunde in Parijs en bacteriologie in Hamburg (Institut fur Schiffs- und Tropenkrankheit).
Paul Flu heeft gewerkt in Suriname, Indonesië en Nederland en geldt als belangrijk onderzoeker op het gebied van tropische ziekten. Met name in Suriname heeft men geprofiteerd van zijn inzichten in de bestrijding van de tropische ziekten malaria, filariasis, bilharzia en Leishmaniasis (busi-yasi in het Sranantongo). Hij geldt als de grondlegger van het waterleidingnet in Suriname. In 1932 werd het net in gebruik genomen. Na de aanleg werden de oude waterbakken en -putten dichtgemetseld of afgebroken omdat Flu had aangetoond dat de vergaarbakken van stilstaand water geliefde broedplekken waren voor filariasis- en gelekoortsmuggen.
In 1938 werd Flu voor een periode van een jaar rector magnificus van de Universiteit Leiden. Tijdens de bezetting van Nederland door nazi-Duitsland in de Tweede Wereldoorlog kwam hij op voor de vrijheid van de universiteit. In augustus 1942 werd Flu onder huisarrest geplaatst en in januari 1944 naar een concentratiekamp overgebracht. In dezelfde periode werd zijn oudste zoon Hans op verraderlijke wijze door de Duitse bezetter vermoord in de zogenoemde Aktion Silbertanne.
Deze tegenslagen braken de gezondheid van Flu volkomen en op 19 december 1945 stierf hij geheel uitgeput op slechts 61-jarige leeftijd.
Het Medisch Wetenschappelijk Instituut in Paramaribo is naar hem genoemd.

## Eerbetoon
In 1964 vervaardigde Jaap Gutterwijk een borstbeeld van Paul Flu. Het staat in het Academisch Ziekenhuis Paramaribo.